# Алтайський тракторний завод
Алта́йський тра́кторний заво́д — велике підприємство тракторної промисловості СРСР і Росії. 
Збудований в м. Рубцовську Алтайського краю на основі евакуйованого устаткування Харківського тракторного заводу ім. Орджонікідзе. 

## Історія заводу
Будівельні роботи на майданчику почалися в січні 1942 року. 
В рекордно короткий строк колектив заводу освоїв виробництво гусеничного трактора АТЗ-НАТІ і вже в грудні 1943 року випустив першу тисячу тракторів. 
У липні 1946 року заводу присвоєно ім'я М. І. Калініна. 
За післявоєнні роки завод було оснащено новим устаткуванням. Він випускає дизельні трактори заг. призначення ДТ-54, трелювальні трактори ТДТ-60 для лісової промисловості, двигуни Д-54, запасні частини до тракторів, предмети широкого вжитку. В 1958 році випуск продукції збільшився порівняно з 1950 роком більше ніж удвоє.
Станом на травень 2010 року завод простоює. Фінансова ситуація на заводі дуже складна. Мають місце скорочення штату співробітників і затримка заробітної плати. З 15 травня 2010 року працівники заводу розпочали голодування[джерело?].